# Кумара (село)
Кумара — упразднённое село в Шимановском районе Амурской области России. Исключено из учётных данных в 1977 году.
С 1935 по 1955 годы административный центр Кумарского района.

## География
Село располагалось на левом берегу реки Амур, на расстоянии примерно 16 километров (по прямой) к юго-западу от села Саскаль.

## История
Станица Кумарская основана в 1858 году, казаками переселенцами с Аргуни и Онона. В 1859 в станице было 48 дворов и проживало 221 жителей. В 1879 году имелось 28 дворов и 169 жителей обоего пола. В 1891 году станица состояла из 30 дворов, в ней числились церковь Ионна Предтечи, почтово-телеграфная станция, станичное правление, запасный магазин.
По данным 1926 года в Кумаре имелось 90 хозяйств (56 крестьянского типа и 34 прочих) и проживало 437 человек (235 мужчин и 202 женщины). В национальном составе населения преобладали русские. В административном отношении являлось центром Кумаринского сельсовета Амуро-Зейского района Амурского округа Дальневосточного края.
По решению Амурского облисполкома № 116 «Об изменениях в административно-территориальном делении области» от 14 апреля 1977 г. село Кумара исключено из учётных данных.